# Фоменко Віктор Сергійович

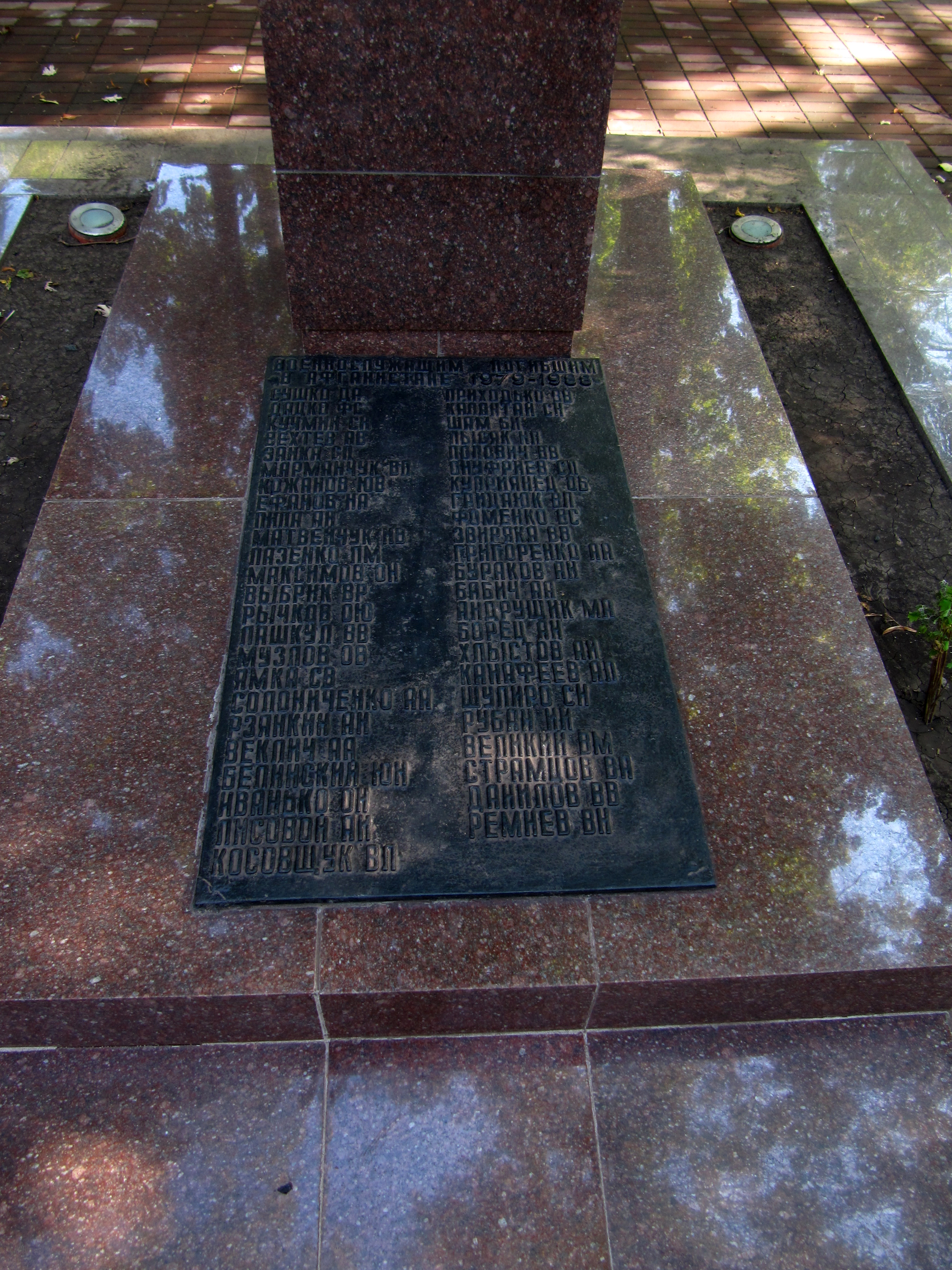
Ім'я на пам'ятнику воїнам-інтернаціоналістам на Дзержинці (Кривий Ріг)

Фоменко Віктор Сергійович ((27 травня 1964 , Кривий Ріг, Дніпропетровська область  — 2 вересня 1983 , Афганістан )) — радянський військовослужбовець, учасник Афганської війни.

## Біографія
Народився 27 травня 1964 року у місті Кривий Ріг у робітничій сім'ї.
У 1981 році закінчив криворізьку середню школу № 12. З 1 вересня 1981 року навчався у групі № 14 технічного училища № 13 у Кривому Розі за спеціальністю «Токар-револьверник», яке закінчив 23 липня 1982 року. Працював токарем на Криворізькому турбінному заводі «Схід».
29 вересня 1982 року Центрально-Міським районним військовим комісаріатом Кривого Рогу покликаний рядовим у Збройні сили СРСР.
В Афганістані з грудня 1982 року водій 863-го окремого автомобільного батальйону 58-ї окремої автомобільної бригади. У складі підрозділу неодноразово виявляв мужність, стійкість та водійську майстерність, доставляючи вантажі для забезпечення функціонування військ.
2 вересня 1983 року загинув під час виконання бойового завдання (за іншими даними помер від черевного тифу) в Афганістані.
Похований на центральній алеї кладовища селища Каменедробильного заводу у Кривому Розі.

## Нагороди
- Орден Червоної Зірки (посмертно);
- Медаль «Захиснику Вітчизни» (посмертно).

## Пам'ять
- Ім'я на пам'ятнику воїнам-інтернаціоналістам у Кривому Розі;
- Пам'ятна дошка на фасаді школи № 12 у Кривому Розі, де навчався Фоменко;
- Ім'я на пам'ятнику воїнам-інтернаціоналістам Дніпропетровщини, які загинули в Афганістані.